# Marcel Dohis
Marcel Dohis foi um ciclista francês que participava em competições de ciclismo de pista. Participou dos Jogos Olímpicos de Verão de 1900 em Paris, onde terminou em nono lugar na corrida por pontos.